# Landisacq
Landisacq é uma comuna francesa na região administrativa da Normandia, no departamento Orne. Estende-se por uma área de 10,93 km². Em 2010 a comuna tinha 773 habitantes (densidade: 70,7 hab./km²).